# En dag på stranden
En dag på stranden är en svensk kortfilm från 1993 i regi av Björn Runge. Filmen premiärvisades vid filmfestivalen den 7 februari 1993 på biograf Draken i Göteborg. Filmen spelades in helt i svart vitt i Åsa Halland av Göran Hallberg. 

## Roller i urval
- Arne Augustsson - Gösta
- Agneta Danielson - Anna
- Jerker Fahlström - Jesper
- Viktor Friberg - Harry
- Maria Lundqvist - Monica
- Korosh Mirhosseini - Omar
- Klas Gösta Olsson - Roymannen
- Dejan Sabadjija - Rainer
- Yvonne Schaloske - Sonja
- Iwar Wiklander - ordförande i sommarstugeföreningen

## Musik i filmen
- Caprichosa, kompositör och text Carlos Gardel
- Yo nací para ti, kompositör Nacio Herb Brown och Arthur Freed, spansk text Enrique Cadícamo, musikarrangör Carlos Gardel
- Corazon ... ne la hagas caso, av A. Pontier och C. Bahr
- Malena, av Lucio Demare och Homero Manzi
- Symfoni, nr 7, kompositör  Allan Pettersson